# Micrargus
Micrargus és un gènere d'aranyes araneomorfes de la subfamília Erigoninae, dins de la família Linyphiidae. Es poden trobar a la zona holàrtica.
Fou descrit per primera vegada per Friedrich Dahl l'any 1886.
És sinònim dels gèneres Blaniargus Simon, 1913, Nothocyba Simon, 1926,Plexisma Hull, 1920

## Llista d'espècies
Segons The World Spider Catalog 12.0: El gènere conté 17 espècies:
- Micrargus aleuticus Holm, 1960 – USA (Alaska)
- Micrargus alpinus Relys & Weiss, 1997 – Alemanya, Suïssa, Àustria
- Micrargus apertus (O. Pickard-Cambridge, 1871) – Europa, Japó
- Micrargus cavernicola Wunderlich, 1995 – Japó
- Micrargus cupidon (Simon, 1913) – França
- Micrargus dilutus (Denis, 1948) – França
- Micrargus dissimilis Denis, 1950 – França
- Micrargus fuscipalpis (Denis, 1962) – Uganda
- Micrargus georgescuae Millidge, 1976 – Europa
- Micrargus herbigradus (Blackwall, 1854) (Espècie tipus) – Europa, Nord d'Àfrica, Turquia, Caucas, Rússia fins al Kazakhstan, Xina, Japó
- Micrargus hokkaidoensis Wunderlich, 1995 – Japó
- Micrargus laudatus (O. Pickard-Cambridge, 1881) – Europe
- Micrargus longitarsus (Emerton, 1882) – USA, Canadà
- Micrargus nibeoventris (Komatsu, 1942) – Japó
- Micrargus parvus Wunderlich, 2011 – Illes Canàries
- Micrargus pervicax (Denis, 1947) – França, Àustria
- Micrargus subaequalis (Westring, 1851) – Europa, Turquia, Caucas, Rússia fins al Kazakhstan, Xina